# NGC 2939
NGC 2939 este o hi (21cm) source⁠(d) situată în constelația Leul. A fost descoperită în 18 ianuarie 1784 de către William Herschel. Se află la o distanță de 39,45 de megaparseci de Pământ.